# Diana (1899)
Diana (ros. Диана) – rosyjski krążownik z początku XX wieku, jeden z trzech okrętów typu Diana, od którego został nazwany typ. Nazwa pochodziła od rzymskiej bogini łowów Diany. Z konstrukcyjnego punktu widzenia stanowił krążownik pancernopokładowy, a pierwotnie klasyfikowany był jako krążownik I rangi. Okręt zbudowany został w Petersburgu w Rosji, zwodowany w 1899 roku, a wszedł do służby w marynarce wojennej Imperium Rosyjskiego w 1902 roku. Brał udział w walkach pod Port Artur podczas wojny rosyjsko-japońskiej w 1904 roku, w tym bitwie na Morzu Żółtym, po której został internowany do końca wojny w Sajgonie. Po powrocie do Rosji służył do szkolenia, po czym uczestniczył w działaniach I wojny światowej na Bałtyku, w tym walkach w Zatoce Ryskiej. Po rewolucji październikowej w Rosji został przejęty przez bolszewików, lecz w 1918 roku został odstawiony do rezerwy i w 1922 roku złomowany.
Wyporność projektowa okrętu wynosiła 6731 ton. Uzbrojenie składało się początkowo z ośmiu dział kalibru 152 mm i 24 dział kalibru 75 mm, a od 1915 roku z 10 dział kalibru 130 mm. Napęd stanowiły maszyny parowe, pozwalające na osiąganie prędkości 19 węzłów.

## Zamówienie i budowa
Daty w kalendarzu juliańskim (starego stylu), po ukośniku w gregoriańskim
W drugiej połowie lat 90. XIX wieku Rosja dostrzegła potrzebę budowy serii nowoczesnych krążowników, z uwagi na zagrożenie ze strony intensywnie rozbudowującej się Cesarskiej Marynarki Niemiec. Projekt powstał w 1895 roku w rosyjskiej stoczni Bałtijskij Zawod w Petersburgu. Budowa trzech krążowników typu Diana została przewidziana w ramach programu rozbudowy floty z 1895 roku, następnie włączonego do programu budowy okrętów na potrzeby Dalekiego Wschodu. W klasyfikacji rosyjskiej stanowiły krążowniki I rangi, a od września 1907 roku po prostu: krążowniki (ros. kriejsier). 18 listopada 1895 roku Ministerstwo Morskie zdecydowało zlecić budowę dwóch pierwszych okrętów: państwowej stoczni Galernyj Ostrowok w Petersburgu, a później zamówiono jeszcze trzeci. 17 kwietnia 1896 roku car Mikołaj II nadał pierwszej parze nazwy: „Diana” i „Pałłada”. Nazwa „Diana” pochodziła od imienia bogini łowów z mitologii rzymskiej Diany. Za główny okręt typu była uznawana pierwsza „Pałłada”, ale oficjalnie był on określany jako typ Diana.
Po pracach przygotowawczych, stępkę pod budowę położono faktycznie w lipcu 1896 roku. „Diana” była budowana na mniejszej drewnianej pochylni stoczni Galernyj Ostrowok, a jej budową kierował młodszy budowniczy okrętów (odpowiednik podpułkownika) A. Mustafin. Oficjalne uroczyste położenie stępki z udziałem generał-admirała Aleksego, połączone z przytwierdzeniem okolicznościowej srebrnej deski, miało jednak miejsce na wszystkich trzech okrętach dopiero 23 maja?/4 czerwca 1897 roku, gdy budowa była zaawansowana. „Dianę” zwodowano jako drugą 30 września?/12 października 1899 roku; bez obecności cara, który przebywał w Niemczech.
Wyposażanie okrętu trwało dość długo i zostało dodatkowo zakłócone przez pożar drewnianej pochylni z krążownikiem „Witiaź” w stoczni Galernyj Ostrowok 31 maja 1901 roku – stojące obok krążowniki „Diana” i „Pałłada” były zagrożone, lecz zdołano je odholować. Próby morskie „Diany” rozpoczęto 10 października 1901 roku, niecały miesiąc po prototypie. Proces ten był długotrwały, także z powodu przerwy zimowej i dalszych usprawnień, i próby uzbrojenia prowadzono koło Kronsztadu dopiero w II połowie sierpnia 1902 roku. Okręt nie osiągnął prędkości projektowej 20 węzłów (podobnie jak pozostałe okręty typu), lecz marynarka go przyjęła bez poprawek pod tym względem w obliczu wzrastającego napięcia w stosunkach z Japonią. Faktycznie osiągnął gotowość do służby po próbach we wrześniu 1902 roku, kiedy rozpoczęto przygotowania do rejsu na Daleki Wschód. Z uwagi na pośpiech, „Diana” została wysłana w rejs bez zamontowanego dodatkowego rurociągu mechanizmów pomocniczych, który został uzupełniony już w Port Artur. Koszt budowy okrętu wynosił 5 727 193 ruble.

## Opis

### Opis ogólny
Projektowa wyporność normalna okrętów wynosiła 6731 ton. Na próbach prędkości „Diana” miała wyporność 6657 ton. W 1916 roku wyporność normalna wynosiła 7050 ton, a pełna 7490 ton. Długość całkowita wszystkich okrętów typu wynosiła 126,8 m, a na linii wodnej 123,75 m. Szerokość maksymalna wynosiła 16,76 m, a zanurzenie projektowe 6,4 m. W 1916 roku zanurzenie normalne wynosiło 7 m, a maksymalne 7,3 m.
Załoga liczyła początkowo etatowo 570 osób, w tym 20 oficerów. Oficerowie tradycyjnie mieli kajuty na pokładzie bateryjnym na rufie. Znajdowała się tam też kajuta dowódcy (na lewej burcie) oraz apartament i gabinet admiralski (na prawej burcie), a na samej rufie salon dowódcy. Marynarze mieli kubryki na pokładzie bateryjnym i spali w hamakach.

### Uzbrojenie

#### Stan początkowy

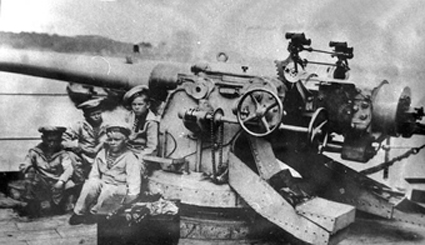
Działo 152 mm bez maski na „Dianie”

Uzbrojenie główne okrętów typu Diana pierwotnie stanowiło osiem dział kalibru 152,4 mm systemu Canet o długości lufy L/45 (45 kalibrów), w tym po jednym na pokładzie dziobowym i rufowym, a po trzy na pokładzie górnym na każdej z burt. Kąt podniesienia luf wynosił od -6° do +15°, a maksymalna donośność 9800 m. Zapas amunicji wynosił 1414 nabojów (około 176 na lufę). Działa strzelały pociskami o masie 41,4 kg, a szybkostrzelność wynosiła do 5 strzałów na minutę. Działa początkowo nie miały masek ochronnych i taki stan był na „Dianie” podczas wojny rosyjsko-japońskiej.
Uzbrojenie pomocnicze, przeznaczone do zwalczania torpedowców, stanowiły pierwotnie 24 działa kalibru 75 mm L/50 systemu Canet, na pojedynczych podstawach Mellera, z tego 12 w stanowiskach w burtach na pokładzie bateryjnym, a 12 na pokładzie górnym na śródokręciu, za nadburciem (ogółem 12 na każdej burcie). Kąt podniesienia luf wynosił od -10° do +20°, a maksymalna donośność 7000 m. Strzelały pociskami przeciwpancernymi o masie 4,9 kg, a zapas amunicji scalonej obejmował 6240 nabojów (260 na lufę). Szybkostrzelność wynosiła do 10 strzałów na minutę. Dodatkowo początkowo uzbrojenie uzupełniało osiem armat kalibru 37 mm Hotchkiss L/22,8, po dwie na mostku dziobowym i rufowym i cztery na marsie bojowym. Miały donośność 2778 m, a ich maksymalna szybkostrzelność wynosiła do 30 strzałów na minutę. Typowe dla rosyjskich okrętów I rangi uzbrojenie stanowiły wreszcie dwie armaty kalibru 63,5 mm Baranowskiego na lawetach kołowych dla oddziałów desantowych. Do działek kalibru 37 mm zabierano 3600 nabojów, a do armat desantowych 1440.
Okręty typu Diana miały początkowo trzy stałe wyrzutnie torpedowe kalibru 381 mm, z tego jedną nadwodną, umieszczoną w stewie dziobowej, i dwie podwodne strzelające na każdą z burt. Zapas wynosił osiem torped, w tym dwie dla wyrzutni dziobowej. Ponadto okręty zabierały w komorze minowej wewnątrz kadłuba 35 min, które mogły być stawiane z łodzi okrętowych. Kutry krążowników mogły także być uzbrojone w miotacze niesamobieżnych torped kalibru 254 mm, wyrzucanych ładunkiem prochowym, których na okręcie przewożono sześć.

#### Zmiany uzbrojenia
Już podczas wojny rosyjsko-japońskiej, na przełomie kwietnia i maja 1904 roku z okrętu zdjęto dwa działa kalibru 152 mm (drugą parę, z najmniejszym kątem ostrzału), cztery działa 75 mm, wszystkie osiem działek 37 mm i armaty desantowe 63,5 mm – na potrzeby frontu lądowego, a działa kalibrów 152 mm i 75 mm na pancernik „Retwizan”. Po wojnie okręt kilkakrotnie przezbrajano. Na podstawie doświadczeń z wojny, w latach 1906–1908 w stosunku do pierwotnego stanu zamieniono cztery działa kalibru 75 mm na dwa kalibru 152 mm, wzmacniając tym samym artylerię główną do 10 dział tego kalibru. Dodatkową parę umieszczono przed rufową parą dział burtowych, na niewielkich sponsonach, na miejscu dział 75 mm. Działa głównego kalibru wyposażono również w wydłużone maski ochronne. Zdjęto też mało przydatne wyrzutnie torped, miny i marsy bojowe dla działek 37 mm. Na nowym mostku rufowym natomiast ustawiono dwa karabiny maszynowe Maxima.
W 1912 roku „Dianę” rozbrojono i dopiero po wybuchu I wojny światowej w lipcu 1914 roku uzbrojono ją tymczasowo w osiem armat kalibru 120 mm Canet L/45. Działa te strzelały pociskami o masie 20,47 kg na maksymalną odległość 9515 m. W październiku tego roku „Diana” została z powrotem uzbrojona w 10 armat kalibru 152 mm Canet L/45, zdjętych ze szkolnego okrętu artyleryjskiego „Impierator Aleksandr II”, oraz cztery armaty kalibru 75 mm. Zimą 1914/1915 roku „Dianę” wyposażono w tory minowe na pokładzie i przystosowano do stawiania 126 min wz. 08. 
Na przełomie wiosny i lata 1915 roku „Diana” została przezbrojona w 10 nowych długolufowych dział kalibru 130 mm L/55. Działa te miały odmienne od dotychczasowych głębokie skrzyniowe maski ochronne. Strzelały pociskami o masie 36,86 kg i ich kąt podniesienia lufy wynosił 20°, a donośność 15 364 m. Do dział tych stosowano także specjalne pociski nurkujące przeciw okrętom podwodnym, o masie 33,14 kg i zasięgu 3100 m. Szybkostrzelność wynosiła do 10 strzałów na minutę. Zapas amunicji wynosił 1500 nabojów rozdzielnego ładowania (po 150 na lufę). Dla zwiększenia kąta ostrzału działo rufowe przesunięto nieco w kierunku rufy, a dwa znajdujące się po jego bokach rozsunięto bardziej ku burtom, tworząc małe sponsony. Cztery zdjęte działa kalibru 152 mm zamontowano natomiast na „Aurorze”, podnosząc ich liczbę do 14. 29 czerwca 1916 roku zdjęto cztery pozostałe zwykłe armaty 75 mm, natomiast 1 lipca „Diana” otrzymała cztery armaty 75 mm Canet na podstawach przeciwlotniczych Mellera, po dwie na mostku dziobowym i rufowym. Miały one kąt podniesienia luf zwiększony do +70° (w podstawach pierwszej serii +50°).

### Opancerzenie

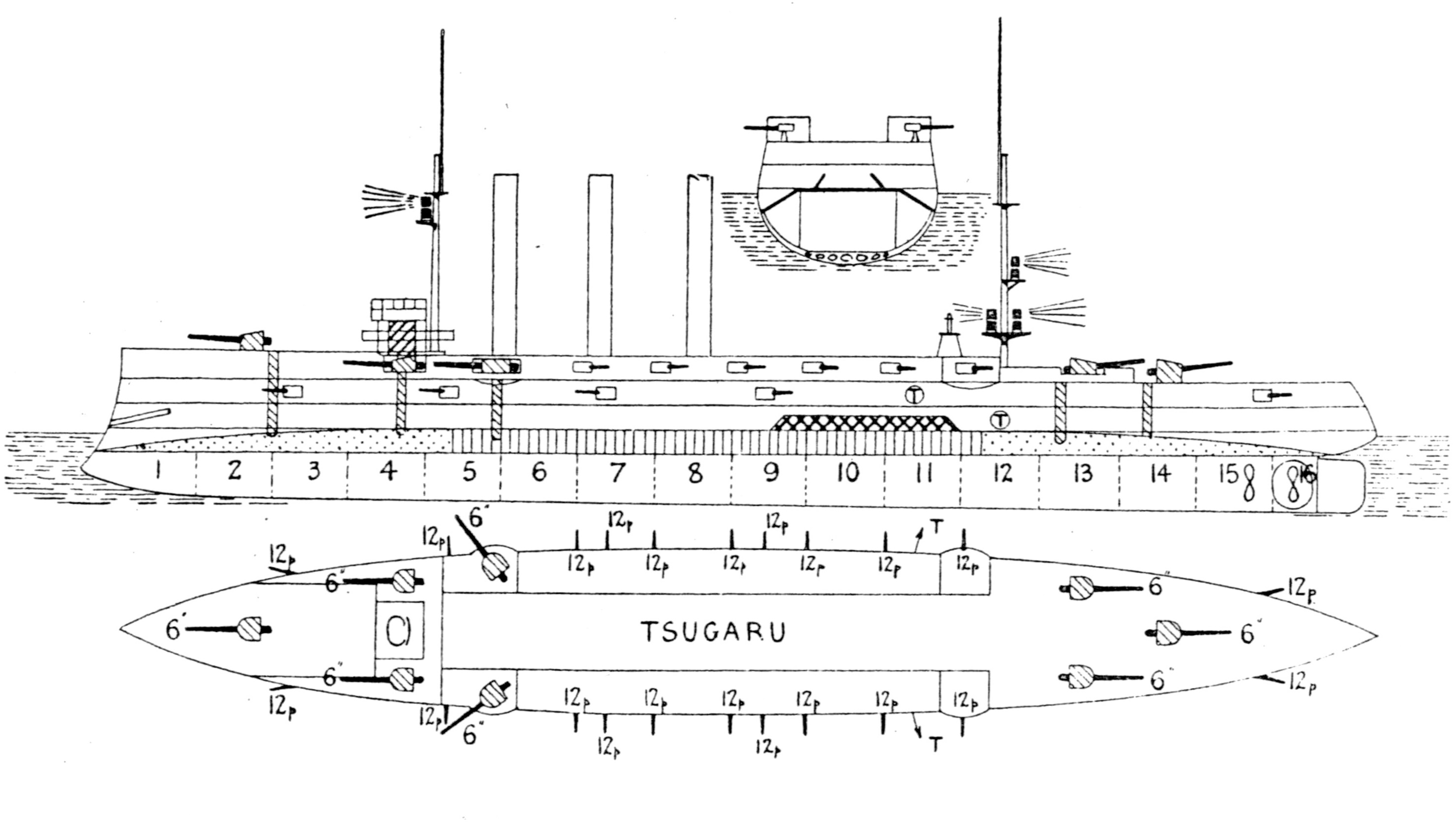
Uproszczony schemat opancerzenia okrętów typu Diana

Opancerzenie krążowników typu Diana stanowił typowy dla krążowników pancernopokładowych wewnętrzny pokład pancerny w rejonie linii wodnej, w formie skorupy z bocznymi skosami, pokryty płytami ze stosunkowo miękkiej niklowej stali. Grubość pancerza wynosiła w środkowej płaskiej części 38 mm, na skosach bocznych 63,5 mm, a w ich najniższej części bezpośrednio przylegającej do burt 50,8 mm. Dodatkowo stalowy pokład miał grubość 12,7 mm, zwiększając efektywną grubość opancerzenia.
Poszczególne elementy konstrukcji były ponadto opancerzone pancerzem pionowym ze stali chromoniklowej. Najgrubszy pancerz ścian grubości 152 mm miała wieża dowodzenia, przy tym z tyłu miała otwarte wejście osłonięte taką samą płytą. Wieża początkowo miała szczelinę obserwacyjną wysokości 304,8 mm. Dach wieży wykonany był z małomagnetycznej stali grubości 51 mm, dla zniwelowania wpływu na kompasy, a szyb komunikacyjny pod nią do centrali pod pokładem pancernym miał grubość ścian 89 mm. Ponadto szyby wind amunicyjnych, dolne części przewodów kominowych i osłony niektórych przewodów miały pancerz grubości 38 mm. Masa pancerza ogółem wynosiła 707 ton (ok. 10% wyporności). „Diana” otrzymała po 1908 roku maski przeciwodłamkowe dział artylerii głównej. Po wojnie rosyjsko-japońskiej zmodyfikowano konstrukcję wież dowodzenia, które miały teraz w ścianach szczeliny wysokości 76,2 mm.

### Napęd
Okręty typu Diana były napędzane przez trzy trzycylindrowe pionowe maszyny parowe potrójnego rozprężania, o łącznej projektowej mocy indykowanej 11 610 KM. Maszyny dla wszystkich krążowników były wyprodukowane przez Towarzystwo Francusko-Rosyjskich Zakładów. Na próbach siłownia „Diany” osiągnęła moc 12 200 KM. Parę dla maszyn wytwarzały 24 kotły wodnorurkowe systemu Belleville produkcji Zakładu Bałtyckiego, rozmieszczone w trzech kotłowniach, po osiem w każdej. Ciśnienie robocze w kotłach wynosiło 17,2 atmosfer. Spaliny odprowadzane były przez trzy wysokie, proste, rozstawione w równych odstępach kominy, dla każdej kotłowni osobny. Maszyny napędzały bezpośrednio trzy trzyłopatowe śruby z brązu o średnicy 4,09 m. Napęd miał umożliwiać osiąganie prędkości maksymalnej 20 węzłów, lecz na próbach „Diana” osiągnęła maksymalnie jedynie 19 węzłów (przy wyporności 6657 ton). W latach 1913–1914 „Diana” została wyposażona w 18 nowszych kotłów systemu Belleville-Dołgolenko produkcji Zakładu Bałtyckiego (po sześć w kotłowni), przy tym dziobowa kotłownia była opalana węglem i mazutem. W 1914 roku po modernizacji prędkość maksymalna wynosiła 19,5 węzła.
Normalny projektowy zapas paliwa – węgla – wynosił 800 ton, a pełny 972 tony, lecz faktycznie maksymalny wynosił dla „Diany” 1070 ton. Zasięg projektowy wynosił 4000 mil morskich przy prędkości 10 węzłów z pełnym zapasem węgla. Faktyczny zasięg przy takiej prędkości przy częściowym zużyciu siłowni podczas służby bojowej był oceniany dla „Diany” w 1904 roku na 2570 mil (dobowe zużycie 110 ton). Po modernizacji w 1914 roku normalny zapas węgla wynosił 740 ton, pełny 940 ton, ponadto okręt zabierał 55 ton mazutu. Zasięg wynosił wówczas 1160 mil morskich z prędkością maksymalną lub 2200 mil z prędkością 12 węzłów z normalnym zapasem węgla.

### Odmienności wyglądu i wyposażenia
„Diana” jeszcze przed wypłynięciem na Daleki Wschód została wyposażona w radiostację, umieszczoną prawdopodobnie w rufowej pokładówce. Jako jedyna z okrętów tego typu „Diana” została ukończona z trzema piętrami rej na masztach, lecz jeszcze w 1902 trzecie piętro zdemontowano. Po 1907 roku nadbudówki zmodyfikowano i dodano nowy mostek rufowy dalej w kierunku rufy, a dotychczasowy mostek rufowy stał się środkowym.
Planowano, że okręty zostaną wyposażone w nowoczesne kotwice Halla, zakupione w Wielkiej Brytanii, lecz w celu zapobieżenia opóźnieniom, „Diana” i „Pałłada” otrzymały po trzy starsze kotwice patentowe systemu Martina, produkowane przez Zakłady Iżorskie, o masie 4,6 t (odróżniając się tym od „Aurory”). Wszystkie trzy okręty miały elektryczne napędy maszyny sterowej różnych firm – „Diana” miała maszynę firmy Union.
Początkowo w 1902 roku okręt miał pokojowy biały schemat malowania, z żółtymi kominami, przewidziany do rejsów zagranicznych. Jesienią 1903 roku okręt przemalowano na kolor oliwkowozielony, stosowany w I Eskadrze Oceanu Spokojnego. Podczas I wojny światowej okręt był cały szary.

## Służba
Daty do 1918 roku w kalendarzu juliańskim (starego stylu), po ukośniku w gregoriańskim

### Przejście na Daleki Wschód

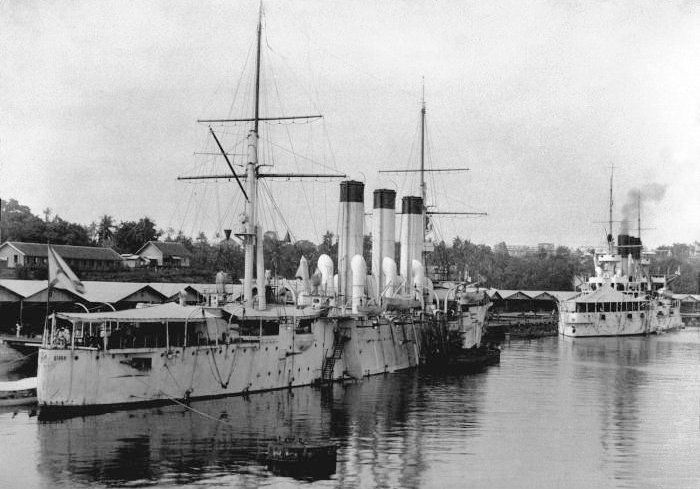
„Diana” (po lewej) i pancernik „Retwizan” w Sabangu w 1903 roku

Pierwszym dowódcą okrętu po ukończeniu budowy, od grudnia 1899 do lutego 1904 roku, był komandor W. Zalesski. „Diana” po odbyciu programu prób uzyskała gotowość bojową we wrześniu 1902 roku, przygotowując się do rejsu na Daleki Wschód. 12?/25 września okręt wziął udział w uroczystości wodowania w Petersburgu pancernika „Kniaź Suworow”, po czym był wizytowany przez cara Mikołaja II i królową Grecji Olgę. Tego dnia załadowano na okręt amunicję, jednocześnie prowadzono jeszcze prace wykończeniowe. 17?/30 października „Diana” wyszła z Kronsztadu w składzie zespołu kadm. E. Sztakelberga, wraz z bliźniaczą „Pałładą” i pancernikiem „Retwizan”. Już po drodze do Libawy okazało się, że oba krążowniki zużywają większe niż przewidywano ilości węgla; miały też kilka awarii mechanizmów. Zespół, do którego w Libawie dołączył pancernik „Pobieda” i krążownik „Bogatyr’”, odwiedził po drodze m.in. Kilonię i Portland, docierając w grudniu do Pireusu w Grecji, gdzie spędził więcej czasu i ponownie krążowniki były wizytowane przez królową Olgę z królewiczem Krzysztofem. W zatoce Suda na Krecie zespół odbył ćwiczenia artyleryjskie. Następnie przez Kanał Sueski, odwiedzając Kolombo, Sabang i Singapur, zespół doszedł 8 kwietnia 1903 roku do Nagasaki, gdzie dołączył krążownik „Askold”. „Diana” wyszła z Nagasaki później, transportując rosyjskiego posła A. Pawłowa do Czemulpo w Korei, dokąd dopłynęła 1 maja, zawijając po drodze 24 kwietnia do rosyjskiej bazy Port Artur. Ostatecznie dotarła docelowo do bazy Eskadry Oceanu Spokojnego w Port Artur na początku maja. Przez resztę miesiąca pływała z eskadrą, po czym 1 czerwca została wycofana do zbrojnej rezerwy. Zaczęła znowu kampanię 1 września 1903 roku, biorąc następnie udział w jesiennych manewrach i podlegając przeglądowi przez głównodowodzącego na Dalekim Wschodzie admirała Aleksiejewa, który krytycznie ocenił oba krążowniki typu Diana. Jesienią tego roku okręty zostały przemalowane na ochronny kolor oliwkowozielony. Z powodów oszczędności budżetowych, przewidujących pływanie okrętów Eskadry tylko przez siedem miesięcy w roku, 1 grudnia „Diana” ponownie została wycofana do zbrojnej rezerwy.

### Wojna rosyjsko-japońska
„Diana” rozpoczęła kolejną kampanię 18 stycznia 1904 roku, tuż przed wybuchem wojny rosyjsko-japońskiej. Brała udział w obronie Port Artur, począwszy od ataku torpedowego japońskich niszczycieli na okręty rosyjskie kotwiczące na redzie bazy tuż przed północą 26 stycznia?/8 lutego 1904 roku. Mimo kotwiczenia w zewnętrznej linii, będąc okrętem dyżurującym, uniknęła trafienia torpedami, które uszkodziły m.in. „Pałładę”. „Diana” wzięła natomiast udział w dziennej bitwie z japońskimi siłami głównymi pod Port Artur następnego dnia. Wystrzeliła w niej do japońskich okrętów 105 pocisków kalibru 152 mm, 397 – 75 mm i 50 – 37 mm (według innej wersji: 8 – 152 mm i 100 – 75 mm). Sama została trafiona pociskiem kalibru 152 mm, który przebił się do zasobni węglowej, lecz nie eksplodował, oraz odniosła powierzchowne uszkodzenia od odłamków, bez ofiar. Krążownik następnie służył głównie do pełnienia dozorów na zewnętrznej redzie Port Artur, rozpoznania oraz osłony przybrzeżnych konwojów z Dalnego; nie był natomiast używany do działań ofensywnych z racji mniejszej od innych prędkości. Noc z 30 na 31 marca spędził na „Dianie” wiceadmirał Stiepan Makarow, w celu odparcia ewentualnej próby zablokowania toru wodnego przez Japończyków, do której nie doszło tej nocy, natomiast siły japońskie postawiły w pobliżu bazy miny. Admirał nie zezwolił na otwarcie ognia do nierozpoznanych w kiepskiej pogodzie okrętów, biorąc je za własne niszczyciele, jak również dowództwo rosyjskie nie przeprowadziło trałowania podejrzanego akwenu, skutkiem czego była utrata pancernika „Pietropawłowsk” następnego dnia na minie i śmierć wiceadmirała Makarowa. 17?/30 kwietnia „Diana” weszła w skład nowo utworzonego Oddziału Krążowników pod dowództwem kmdra N. Rejzensztajna. Od końca kwietnia z rosyjskich okrętów zdejmowano część artylerii z przeznaczeniem na front lądowy. Z „Diany” zdjęto dwa działa kalibru 152 mm, cztery działa 75 mm, wszystkie działka 37 mm i armaty desantowe 63,5 mm, z czego jednak działa kalibrów 152 mm i 75 mm przeznaczono dla uzupełnienia artylerii pancernika „Retwizan” po remoncie. „Diana” ponownie w tym okresie rozpoczęła nocne dyżury na zewnętrznej redzie i odpierała ataki torpedowców nocami na 25 maja i 9 czerwca.
10?/23 czerwca 1904 kontradmirał Wilgelm Witgeft podjął pierwszą próbę przebicia się z flotą do Władywostoku. Krążowniki rosyjskie uniknęły potencjalnego zniszczenia, kotwicząc rano po wyjściu z portu w bezpośrednim pobliżu postawionej nocą japońskiej zagrody minowej, która jednak została wykryta i ostatecznie wytrałowana (jedna z min została zdetonowana 60 m za rufą „Diany”). Po napotkaniu japońskich sił głównych wieczorem tego dnia jednakże kontradmirał Witgeft zawrócił do bazy. Powracające okręty były celem ataków torpedowych, ale nie były one skuteczne. Podczas następującej służby dozorowej na redzie, „Diana” w nocy na 15?/28 czerwca była atakowana przez dwa niszczyciele trzema niecelnymi torpedami, odpowiadając ogniem (wystrzelono 19 pocisków 152 mm i 58 – 75 mm). 26 czerwca „Diana” z „Pałładą” osłaniały pancernik „Połtawa” ostrzeliwujący pozycje japońskie w Zatoce Tache.
28 lipca?/10 sierpnia 1904 „Diana” z „Pałładą” wzięły udział w drugiej nieudanej próbie przebicia się do Władywostoku, zakończonej bitwą na Morzu Żółtym. Dowódcą „Diany” był wówczas od niedawna komandor por. książę A. Liwien. Krążowniki płynęły początkowo na końcu kolumny i w toku manewrowej bitwy były ostrzeliwane przez japońskie pancerniki i krążowniki. „Diana” otrzymała kilka trafień, przede wszystkim trafienie pociskiem kalibru 203 mm, który wprawdzie nie wybuchł, lecz przebił kadłub w rejonie rufy z prawej burty pod linią wodną, powodując zalanie przedziałów i potrzebę kontrbalastowania. Inne trafienie spowodowało wybuch nabojów przy dziale kalibru 75 mm. Z powodu niskiej prędkości maksymalnej, „Diana” z „Pałładą” nie mogły towarzyszyć krążownikom „Askold” i „Nowik” w próbie przełamania blokady. Po godz. 20:00 w zapadających ciemnościach jednakże „Diana” wraz z niszczycielem „Grozowoj” odłączyła się od powracającej eskadry, odrzucając możliwość powrotu do Port Artur (co uczyniła „Pałłada”). Do godziny 22:15 krążownik zdołał wymanewrować ataki torpedowe 19 niszczycieli japońskich (zauważono osiem torped) i w nocy zgubił przeciwnika. Podczas bitwy „Diana” wystrzeliła 115 pocisków 152 mm i 74 pociski 75 mm. Zginęło dziesięciu członków załogi, w tym jeden miczman, a 17 raniono. Z powodu obaw o wyczerpanie węgla przy dużej prędkości oraz trudności w jego szybkim przerzucaniu z zapasowych bunkrów, 29 lipca rano dowódca okrętu po naradzie z oficerami zrezygnował jednak z próby przedarcia się przez Cieśninę Koreańską do Władywostoku i podjął rejs z prędkością ekonomiczną dalej na południe, z nadzieją na naprawę uszkodzeń w neutralnym francuskim Sajgonie i powrót do działań bojowych. Niszczyciel „Grozowoj” nie mógł jej dalej towarzyszyć i został internowany w Szanghaju. Krążownik uzupełnił 7 sierpnia węgiel w Hajfongu, po czym 8?/21 sierpnia dopłynął do Sajgonu, gdzie został przyjęty przez francuski krążownik „Châteaurenault”. Pomimo początkowych obaw co do potraktowania wyprowadzenia krążownika z teatru działań jako dezercji, z końcem wojny komandor Liwien został doceniony jako jeden z dowódców, którzy uratowali swoje okręty. „Diana” zaś stała się rosyjskim okrętem, który osiągnął najdalej położony punkt od miejsca bitew spośród jednostek zarówno Pierwszej jak i Drugiej Eskadry Oceanu Spokojnego (rozbitej niecały rok później pod Cuszimą).
Francja, pod naciskiem Japonii, nie wyraziła jednak ostatecznie zgody na remont okrętu i 21 sierpnia władze rosyjskie zgodziły się na jego internowanie, do którego doszło 29 sierpnia?/11 września 1904 roku. Siedmiu oficerów przed tym wyjechało z Sajgonu do Rosji, z czego trzech brało później udział w walkach II Eskadry; później też liczebność załogi zmniejszała się z innych przyczyn, m.in. marynarze byli wywożeni na leczenie do Algieru. 16 września podjęto naprawę dokową okrętu, zakończoną 13 października. Po zawarciu pokoju w Portsmouth między Rosją a Japonią internowane okręty zostały zwolnione i 11?/24 października 1905 roku na „Dianie” podniesiono ponownie banderę rosyjską. 20 października do Sajgonu przeszły „Aurora” i „Oleg”, zwolnione z Manili, których załogi uzupełniły w ograniczonym stopniu załogę „Diany”. 1?/14 listopada 1905 roku „Diana” wyszła sama z Sajgonu, po czym przez Kanał Sueski dotarła do Pireusu, gdzie musiała zostawić dowódcę komandora Liwiena z powodu choroby. Na rozkaz głównego sztabu morskiego okręt objął dowódca kanonierki „Chrabryj” – komandor porucznik Pietrow, i 8?/21 stycznia 1906 roku „Diana” powróciła do Libawy, jako pierwsza z internowanych okrętów.

### Przed I wojną światową

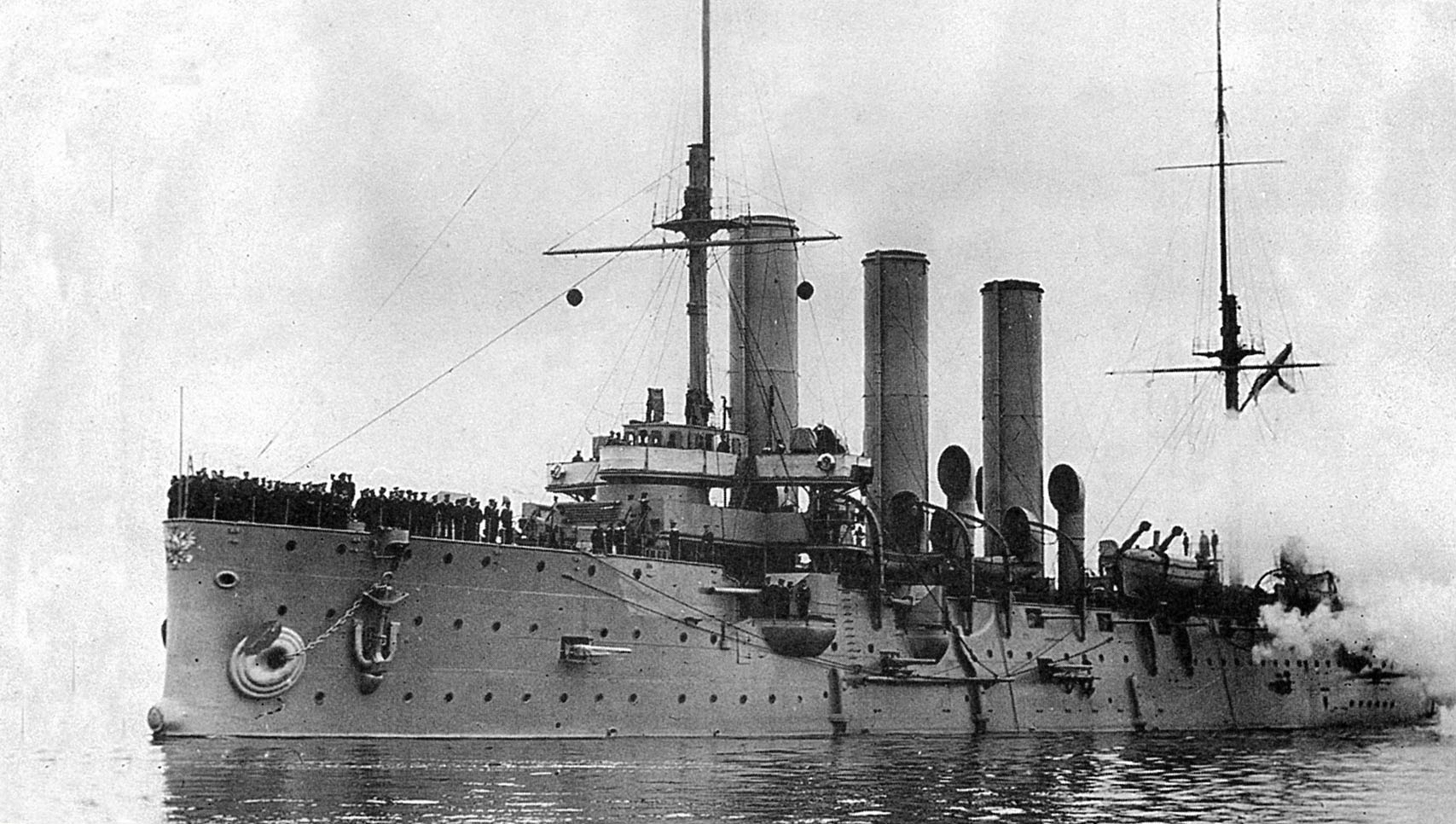
„Diana” po 1908 roku

Po powrocie na Bałtyk, „Diana” została w kwietniu 1906 roku skierowana do remontu w Zakładzie Bałtyckim w Petersburgu (analogiczny remont i modernizację przechodziła „Aurora”). Między innymi kapitalnemu remontowi podlegała kotłownia i dno podwójne pod kotłami. Główny inspektor budowy okrętów K. Ratnik (autor pierwotnego projektu krążowników) zaproponował wówczas wymianę burtowych maszyn parowych na turbiny na jednym z okrętów, przy pozostawieniu jednej maszyny parowej, co pozwoliłoby zebrać doświadczenia i zwiększyć ich walory, lecz pomysł ten nie został zaakceptowany. Podczas remontu, uzbrojenie zostało wzmocnione do 10 dział kalibru 152 mm, tym razem z głębokimi maskami ochronnymi, przy czym zdjęto cztery działa 75 mm, wyrzutnie torped i miny, a ich pomieszczenia wykorzystano na amunicję. We wrześniu 1907 roku okręt został przeklasyfikowany z krążownika I rangi na krążownik (ros. kriejsier), zgodnie z nową klasyfikacją. W tym okresie też zlikwidowano marsy bojowe z masztów i sieci przeciwtorpedowe, zmniejszono wysokość otworów obserwacyjnych w wieży dowodzenia z 304,8 mm do 76,2 mm oraz dobudowano nowy rufowy mostek dalej w kierunku rufy.
Remont ukończono w 1908 roku i jeszcze w tym roku „Diana” zaczęła być używana do szkolenia gardemarynów (podchorążych) w rejsach na Bałtyku, zamieniając skierowaną do remontu „Aurorę”. W sierpniu 1909 roku „Diana” została okrętem flagowym specjalnie sformowanego zespołu przeznaczonego do pływania szkolnego, wraz z krążownikami „Aurora” i „Bogatyr’”, na który zaokrętowano gardemarynów 13 sierpnia, po czym poddano go przeglądowi przez cara Mikołaja II. Między 1 października 1909 a końcem marca 1910 roku zespół ten odbył rejs z Libawy na Morze Śródziemne i z powrotem, odwiedzając Algier, Bizertę, Smyrnę, Neapol, Tulon, Gibraltar, Vigo, Cherbourg i Kilonię, wykonując w morzu ćwiczenia zespołowe, w tym z krążownikiem „Oleg”, który dołączył z Krety. Po powrocie zespół rozformowano, a „Diana” nadal służyła do szkolenia na Bałtyku. Od końca 1910 roku do maja 1912 roku „Diana” była ponownie remontowana w Zakładzie Bałtyckim, a następnie w Kronsztadzie. Od 22 maja do 22 sierpnia 1912 roku ponownie służyła do pływania szkolnego, tym razem podoficerów i jungów, po czym została wycofana do zbrojnej rezerwy w Kronsztadzie.
12 sierpnia 1912 roku minister morski Iwan Grigorowicz zdecydował przekształcić „Dianę” na okręt-bazę okrętów podwodnych, co miało wiązać się z przebudową obejmującą likwidację fundamentów dział i komór amunicyjnych, przeplanowanie pomieszczeń oraz urządzenie zbiorników na paliwo. W tym celu rozpoczęto kolejny remont i zdjęto z okrętu całe uzbrojenie. Dowódca szkoły pływania podwodnego kontradmirał P. Lewicki przekonał jednak ministerstwo o niecelowości przebudowy krążownika i większej przydatności mniejszych okrętów-baz specjalnie zbudowanych z wykorzystaniem zwykłych transportowców. W grudniu 1912 roku ministerstwo zarzuciło plany przebudowy „Diany” na okręt-bazę, a w marcu kolejnego roku zdecydowało przystosować ją do roli szkolnego okrętu artyleryjskiego, uzbrojonego w nowe długolufowe armaty kalibru 130 mm, przewidziane dla nowych krążowników typu Swietłana. Na 1913 rok zaplanowano wymianę kotłów na nowsze systemu Belleville-Dołgolenko, opalane częściowo mazutem.

### I wojna światowa
Remont i przezbrojenie okrętu, formalnie przydzielonego do Oddziału Szkolno-Artyleryjskiego, przeciągały się, i dopiero po wybuchu I wojny światowej w lipcu 1914 roku zakończono w Kronsztadzie montaż kotłów tylnej grupy oraz prowizorycznie uzbrojono „Dianę” w osiem dział kalibru 120 mm, które znalazły się w tamtejszym arsenale. 9?/22 sierpnia „Diana” powróciła z Kronsztadu do Rewla (Tallinna). Wraz z bliźniaczą „Aurorą” została wcielona w sierpniu do 2 Brygady Krążowników Floty Bałtyckiej i pełniła w początkowym okresie wojny służbę dozorową w Zatoce Fińskiej, bazując w twierdzy Sveaborg w Helsinkach, bez szczególnych wydarzeń. Pod koniec sierpnia krążowniki osłaniały prace prowadzone na wraku niemieckiego krążownika „Magdeburg”. W połowie października „Diana” została w Rewlu z powrotem przezbrojona w 10 dział kalibru 152 mm, zdjętych ze szkolnego okrętu artyleryjskiego „Impierator Aleksandr II”, oraz cztery armaty kalibru 75 mm. W ostatnim tygodniu grudnia 1914 roku oba okręty odbyły rejs patrolowy na zalodzonej Zatoce Botnickiej, po czym przeszły na zimowanie do Sveaborgu. Wówczas wyposażono je w tory minowe, przystosowując do stawiania min („Diana” – 126 min).

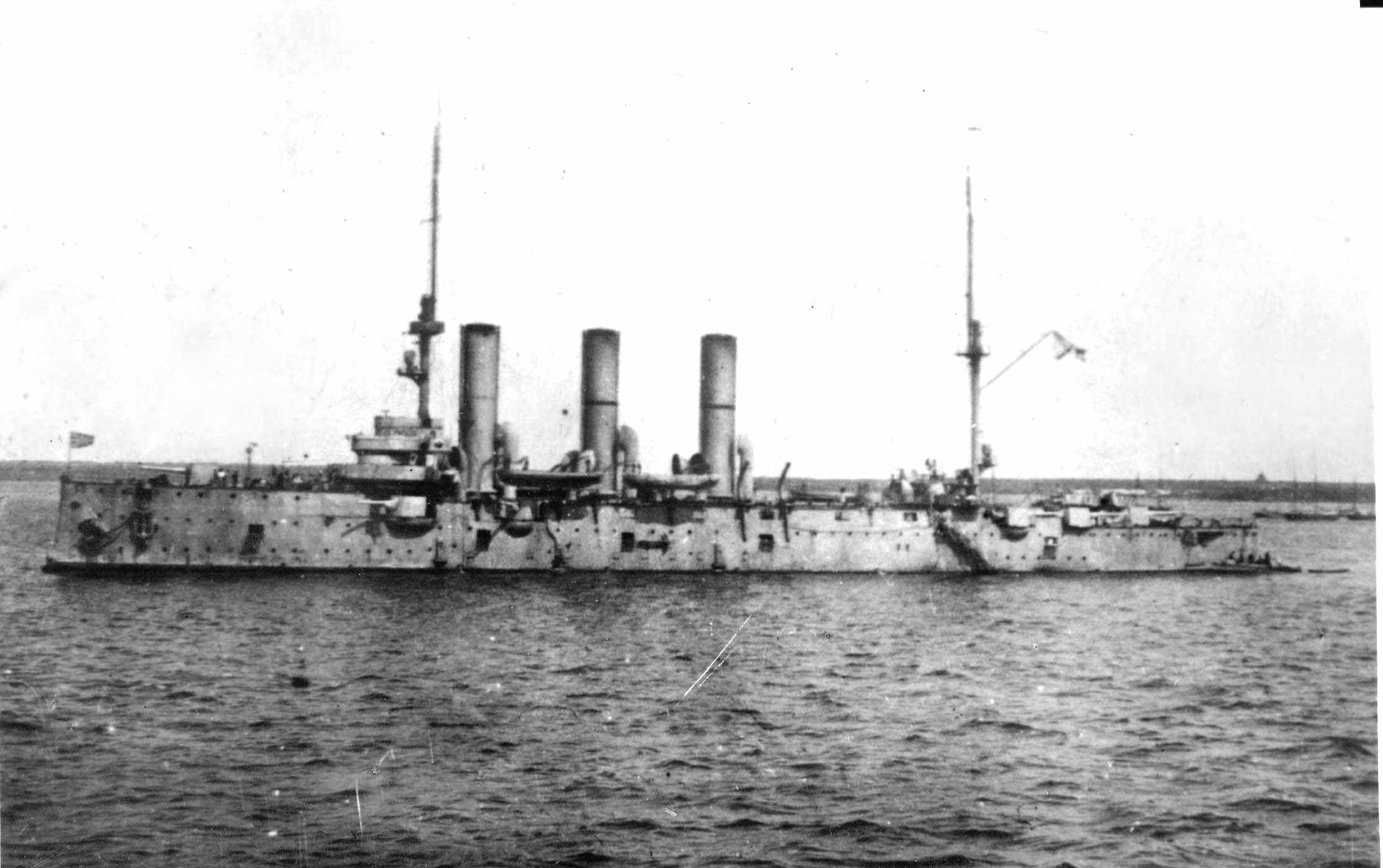
„Diana” po przezbrojeniu w działa 130 mm

Na początku nowej kampanii „Diana” była okrętem flagowym 2 Brygady Krążowników kontradm. A. Kurosza. Już 9?/22 maja 1915 roku przeszła na remont do Kronsztadu, połączony z planowanym od dwóch lat przezbrojeniem w 10 długolufowych dział kalibru 130 mm. Nowe przyrządy kierowania ogniem pozwoliły przy tym na zwiększenie dokładności i zasięgu ognia. Cztery zdemontowane działa kalibru 152 mm wzmocniły wówczas uzbrojenie „Aurory”. 7 lipca 1915 roku „Diana” była wizytowana tam przez cara Mikołaja II. Po dokończeniu prac w Rewlu, 2 sierpnia 1915 roku „Diana” wyszła do Sveaborgu i dołączyła do 2 Brygady Krążowników. Do końca kampanii 1915 roku nie uczestniczyła w istotnych wydarzeniach.
16?/29 czerwca 1916 roku „Diana” wyszła w składzie zespołu pod dowództwem kontradm. A. Kurosza z krążownikiem pancernym „Gromoboj” i pięcioma niszczycielami („Emir Bucharskij”, „Dobrowolec”, „Moskwitianin”, „Ochotnik”, „Gienierał Kondratienko”) z redy w pobliżu wyspy Utö na rejs bojowy pod Norrköping. 17/30 czerwca po godzinie 2:20 w nocy zespół natknął się na zespół niemieckich niszczycieli: S 56, S 65, S 66, V 181, V 182, V 183, V 184, V 185 i doszło do starcia z odległości ok. 7400 m. Niemieckie pociski kalibru 88 mm (lub 105 mm) na ogół padały przed okrętami rosyjskimi; niszczyciele wystrzeliły też 18 lub 20 torped, które nie były celne. „Diana” wystrzeliła w toku starcia 103 pociski kalibru 130 mm. Według strony rosyjskiej, obserwowano trafienia w niszczyciele, lecz brak jest ich potwierdzenia. Następnego dnia po 6:05 rano „Diana” ostrzelała domniemaną pozycję zanurzonego U-Boota po zauważeniu peryskopu aż 110 specjalnymi pociskami nurkującymi kalibru 130 mm, po czym zespół wrócił wieczorem do Helsinek. Pomimo uznania z uwagi na gęstość wybuchów, że cel został zniszczony lub uszkodzony, brak było potwierdzenia skutków. 1?/14 lipca 1916 roku „Diana” otrzymała w Kronsztadzie cztery armaty przeciwlotnicze kalibru 75 mm na podstawach Mellera. Następnie 13?/26 lipca została skierowana do patrolowania Zatoki Ryskiej, przechodząc po koniecznym odciążeniu przez płytką cieśninę Moonsund. Bazowała tam w Kuivastu, następnie Arensburgu, patrolując i osłaniając stawiacze min i niszczyciele ubezpieczające Cieśninę Irbe przed niemieckim lotnictwem. W szczególności 24 sierpnia wystrzelono 69 szrapneli do trzech samolotów. „Diana” przebywała tam do 23 października, po czym powróciła na zimowanie do Sveaborgu.
Na początku 1917 roku, wraz ze złą sytuacją wojenną i ekonomiczną Rosji oraz pogorszeniem się zaopatrzenia, w kraju wzbierała atmosfera rewolucyjna, której ulegali marynarze. Szczególnie aktywnie działała partia bolszewików, tworząc konspiracyjne komórki na okrętach, w tym na „Dianie”. Podczas rewolucji lutowej, 3?/16 marca 1917 roku na stacjonującej w Helsinkach „Dianie” marynarze zabili starszego oficera kmdra ppor. B. Rybkina i ciężko ranili starszego nawigatora P. Lubimowa. Cieszący się autorytetem wśród załogi dowódca komandor Modest Iwanow pozostał jednak na swoim stanowisku do 29 kwietnia, kiedy został dowódcą 2 Brygady Krążowników. 2?/15 października „Diana” ponownie została wysłana do wsparcia sił walczących w Zatoce Ryskiej, podchodząc do cieśniny Moonsund następnego dnia, lecz nie weszła już do niej z uwagi na odwrót rosyjski, ostrzeliwując tylko przez kolejne dni dwukrotnie samoloty i powracając 6 października.
Po rewolucji październikowej, podobnie jak inne okręty Floty Bałtyckiej, przeszła pod kontrolę nowej władzy bolszewików, nadal stacjonując w Sveaborgu w ramach 2 Brygady Krążowników. Z uwagi na zagrożenie dla bazy w Helsinkach, między 22 a 27 grudnia 1917 roku „Diana” powróciła do Piotrogrodu wraz z krążownikami „Rossija” i „Aurora” w trudnych warunkach zalodzenia Zatoki Fińskiej, z pomocą lodołamacza „Jermak”, w tzw. lodowym przejściu Floty Bałtyckiej. 16 maja 1918 roku 2 Brygada Krążowników została rozformowana, a jej okręty wycofane do rezerwy. Z uwagi na braki załóg oraz potrzeby frontu lądowego, latem 1918 roku „Diana” przeszła do Kronsztadu, gdzie została odstawiona, podobnie jak bliźniacza „Aurora”. Planowano zatopić oba okręty w celu zablokowania portu, gdyby Niemcy wznowili działania wojenne przeciw Rosji radzieckiej. Krążowniki zostały następnie rozbrojone i ich działa trafiły do baterii nadbrzeżnych, kolejowych i na okręty flotylli rzecznych walczące w wojnie domowej. Ponownie przygotowywano zatopienie okrętów w razie podejścia brytyjskiej floty interwencyjnej w 1919 roku, podczas ofensywy gen. Judenicza. Dopiero po wojnie domowej władze radzieckie przystąpiły do odtwarzania floty, lecz „Diana” nie weszła w skład czynnego oddziału floty (DOT). Większość starych krążowników sprzedano na złom i „Dianę” odholowano w tym celu jesienią 1922 roku do Niemiec. Zdecydowano natomiast zachować „Aurorę” do celów szkolnych uwagi na jej lepszy stan techniczny po zakończonym w 1917 roku remoncie.
| Lista dowódców (niepełne dane, daty w starym stylu) | Lista dowódców (niepełne dane, daty w starym stylu) | Lista dowódców (niepełne dane, daty w starym stylu) | Lista dowódców (niepełne dane, daty w starym stylu) |
| --------------------------------------------------- | --------------------------------------------------- | --------------------------------------------------- | --------------------------------------------------- |
| Imię i nazwisko                                     | od                                                  | do                                                  | uwagi, źródła                                       |
| kmdr M. Niewinski                                   |                                                     |                                                     | w trakcie budowy                                    |
| kmdr Wasilij Zalesski                               | 6 grudnia 1899                                      | 15 lutego 1904                                      | formalnie do 5 stycznia 1904                        |
| kmdr Nikołaj Iwanow                                 | 15 lutego 1904                                      | 11 maja 1904                                        | formalnie od 5 stycznia 1904                        |
| kmdr por. książę Aleksandr Liwien                   | 8 czerwca 1904                                      | 23 stycznia 1906                                    | (wg innych źródeł od 11 maja 1904)                  |
| kmdr por. Pietrow III                               | zima 1905                                           | styczeń 1906                                        | na czas choroby dowódcy                             |
| kmdr A. Girs                                        | jesień 1907                                         |                                                     | [ 60 ]                                              |
| ?                                                   |                                                     |                                                     |                                                     |
| kmdr Modest Iwanow                                  | ?                                                   | 29 kwietnia 1917                                    | [ 71 ]                                              |